# Quetzalia contracta
Quetzalia contracta är en benvedsväxtart som först beskrevs av Lundell, och fick sitt nu gällande namn av Lundell. Quetzalia contracta ingår i släktet Quetzalia och familjen Celastraceae. Inga underarter finns listade.